# Bosque seco de Tumbes-Piura
El bosque seco de Tumbes-Piura (WWF), es una ecorregión de bosque seco tropical que se halla en el noroccidente del Perú (Tumbes, Piura, Lambayeque y Cajamarca) y una pequeña parte al sur de Ecuador (costa de Guayas y El Oro). Conjuntamente con el bosque seco del Marañón forman parte de bosque seco ecuatorial según Antonio Brack Egg.
La ecorregión forma parte de la costa del Pacífico, limita al este con ecosistemas de montaña (Andes) y al sur con el xerófilo desierto de Sechura. Presenta un alto grado de endemismo, por lo que tiene gran importancia su conservación.

## Características físicas
El relieve incluye tierras bajas costeras, colinas bajas y onduladas y las estribaciones de los Andes. Los suelos de las regiones más bajas son en su mayoría arenas y arcillas formadas durante la época reciente del Holoceno. Más arriba, los suelos están formados por anfibolitas precámbricas, granitos paleozoicos, cuarcitas y pizarras negras del Devónico, y calizas oscuras, areniscas y lutitas del Carbonífero. Los principales ríos, que nacen en su mayoría en Ecuador y fluyen durante todo el año, son los ríos Guayas, Zarumilla, Tumbes, Piura y Chira. Otros arroyos son estacionales y sólo fluyen en la época de lluvias.

### Clima
Presenta clima tropical seco con periodos de invierno y otoño muy secos con temperaturas aproximadamente entre los 20 °C y 30 °C y veranos con presencia de lluvias de diciembre a marzo y temperaturas entre los 30 °C y 40 °C . Tiene precipitaciones de 100 mm en el sur a 500 mm en el norte, la cantidad de lluvia aumenta con la presencia del Fenómeno El Niño, tiene una altitud variable considerada hasta los 1000, 1600 o 2800 m s. n. m. y una temperatura media de 23-27 °C.

## Características biológicas

### Flora
La flora está representada en la vegetación xerófila (adaptada al clima árido) con hojas pequeñas, escamas o espinosas, y sabanas herbáceas, arbustivas y arbóreas, donde destacan el algarrobo, el ceibo, el sapote, el faique y el porotillo. 
Hay una gran variedad de hábitats, desde zonas desérticas con arbustos y cactus hasta densos bosques espinosos. Muchas especies de flora son endémicas, adaptadas a las condiciones de aridez. Grandes áreas están cubiertas por bosques secos estacionales que pierden sus hojas después de la temporada de lluvias. Entre las especies más comunes de los bosques secos están el Loxopterygium huasango, Handroanthus billbergii y palo santo (Bursera graveolens), todas ellas amenazadas por la explotación humana. Otras especies comunes son Ziziphus thyrsiflora, Caesalpinia corymbosa, Capparis angulata, Bombax discolor, Pitthecellobium multiflorum y Geoffroya striata.
El bosque de ceiba alberga principalmente la endémica Ceiba trischistandra. El chaparral está formado principalmente por arbustos como el papelillo ( Bouganvillea sp.), cactus y el overo (Cordia lutea). La zona es rica en mezquites (género Prosopis), que captan y fijan el nitrógeno en sus raíces, enriqueciendo el suelo y ayudando a otras especies. El algarrobal está compuesto principalmente por algarrobo (género Prosopis).

### Fauna
La fauna la constituyen el oso hormiguero, el zorro, el ratón de Sechura, vizcachas, ardillas nuca blanca, cóndores, pavas aliblancas, pájaros carpinteros, boas, el cocodrilo americano e iguanas.
Hay seis órdenes de mamíferos, dos órdenes de reptiles y un orden de anfibios. La fauna típica incluye la tamandúa del sur (Tamandua tetradactyla), la ardilla de Guayaquil (Sciurus stramineus) y la iguana verde (Iguana iguana). Los reptiles en peligro de extinción son la tortuga verde (Chelonia mydas) y la tortuga carey (Eretmochelys imbricata). El falso tegu (Callopistes flavipunctatus) está casi amenazado. Entre los anfibios en peligro se encuentra la rana venenosa fantasma (Epipedobates tricolor).
Hay 14 órdenes de aves, con un importante endemismo. Entre las especies de aves se encuentran el perico de El Oro (Pyrrhura orcesi) y la oropéndola (Icterus graceannae). Entre las aves en peligro de extinción se encuentran el perico de mejillas grises (Brotogeris pyrrhoptera), el gavilán de espalda gris (Pseudastur occidentalis), el papamoscas rufo (Myiarchus semirufus), el becardo pizarroso (Pachyramphus spodiurus) y la pava aliblanca (Penelope albipennis), el cortador de plantas peruano (Phytotoma raimondii), el perico de El Oro (Pyrrhura orcesi), el semillero de vientre amarillo (Sporophila nigricollis), el gaviotín peruano (Sternula lorata) y el pijuí de cabeza negra (Synallaxis tithys). El loro de alas de bronce (Pionus chalcopterus) y el lúgano azafranado (Spinus siemiradzkii) también están en peligro. Las aves de distribución limitada son el arrendajo de cola blanca (Cyanocorax mystacalis) y la cotorra de máscara roja (Psittacara erythrogenys).

### Ecosistemas
Según su altura los ecosistemas principales son los siguientes:
- Bosque seco de llanura: De 0 a 250 m s. n. m. y predomino del algarrobo sapote y arbustos como el overo.
- Bosque seco colina: De 250 a 1000 m s. n. m. y destacan el palo santo, pasallo, palo blanco, almendro, polo polo, etc.
- Bosque seco de montaña: De 1000 a 1600 m s. n. m. y cubierto mayormente de salvajina y achupallas.

Otras clasificaciones más detalladas grafican mejor la gran variedad de ecosistemas y especies biológicas. Según la vegetación tenemos:
- Bosque seco semidenso de montañas
- Bosque seco ralo a muy ralo de montañas
- Bosque seco semidenso de colinas
- Bosque seco ralo de colinas
- Bosque seco ralo de lomadas
- Bosque seco muy ralo de lomadas y colinas
- Bosque seco muy ralo de superficies disectadas
- Bosque seco ralo de llanura aluvial
- Bosque seco ralo de llanura eólica
- Bosque seco muy ralo de llanura eólica
- Algarrobal ribereño
- Manglar
- Matorral
- Área de cultivos
- Suelo desnudo